# Dendropsophus baileyi
Dendropsophus baileyi es una especie de anfibios de la familia Hylidae. Es endémica de Brasil.
Sus hábitats naturales incluyen bosques tropicales o subtropicales secos y a baja altitud, marismas de agua dulce, corrientes intermitentes de agua, tierra arable, pastos, plantaciones, jardines rurales, áreas urbanas, zonas previamente boscosas ahora muy degradadas, estanques, tierras de irrigación, zonas agrícolas inundadas, canales y diques.